# Callipodium rubens
Callipodium rubens är en korallart som beskrevs av Addison Emery Verrill 1872. Callipodium rubens ingår i släktet Callipodium och familjen Anthothelidae. Inga underarter finns listade i Catalogue of Life.